# 地理学者

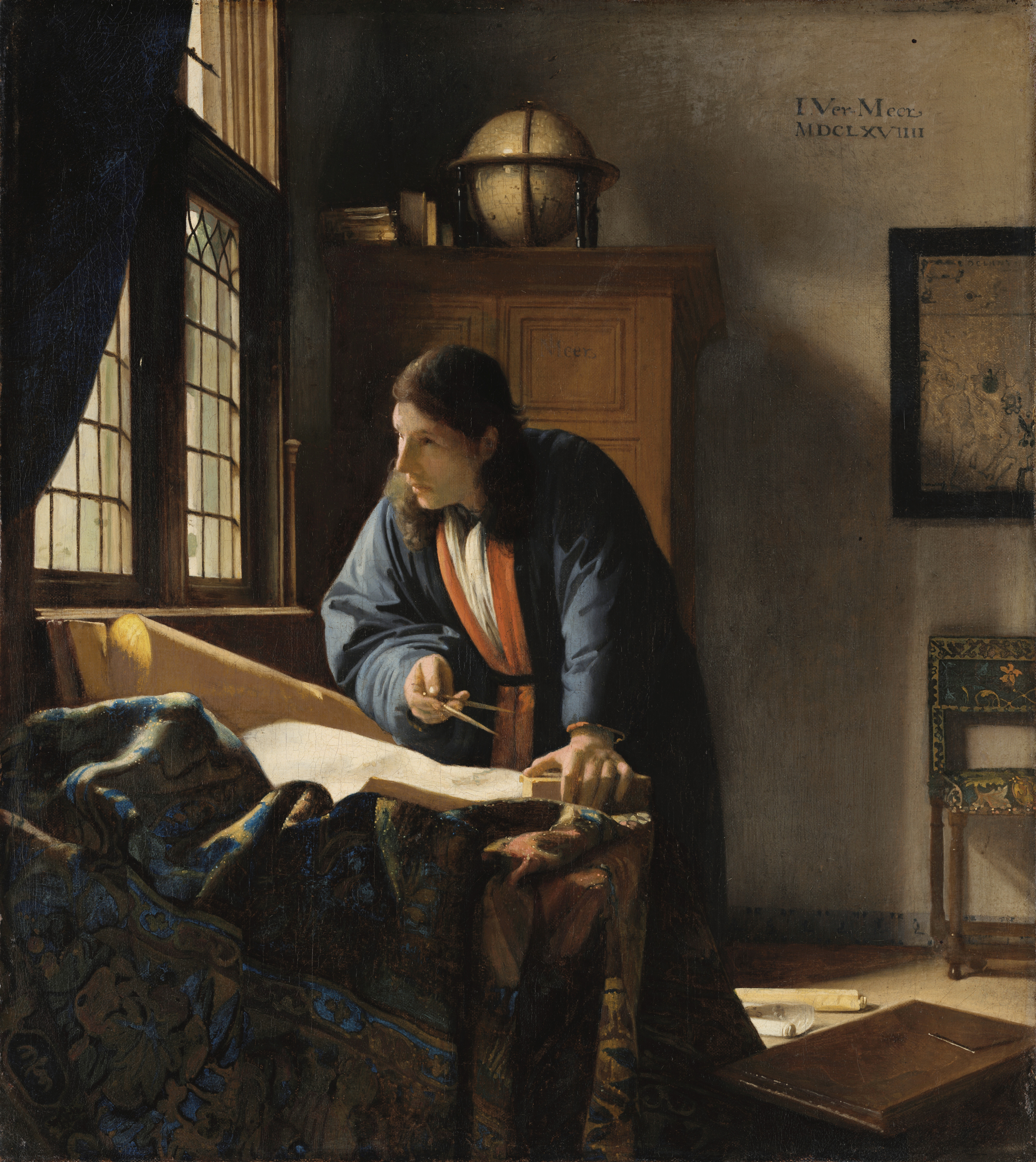
ヨハネス・フェルメールの『地理学者』

地理学者（ちりがくしゃ）とは、学問としての地理学を専門に研究・調査・教育活動などを行っている人物。現代に至るまで時代を問わず世界中に存在している。何かしらの学術的成果を残している人物を指すので、近代以前の未知の土地へ行き、そこでの有り様を記述したものがそのまま地理的な成果になるような時代と違い、現在では探検家や冒険家などは地理学者には通常は含まれない。逆に、経済学、社会学、国際関係学、文化人類学、地質学、環境科学など近接した学問分野を専門にした人物が地理学にも影響を与えるような成果を残した場合は、地理学者として考えられることも多い。
また、オランダの画家ヨハネス・フェルメールが1669年頃に描いた『地理学者』というタイトルの作品も有名である。

## 地理学者が登場する作品
- 柳原望『高杉さん家のおべんとう』[1]